# Liste der IATA-Codes/J
Diese Teilliste führt alle IATA-Flughafencodes auf, die mit „J“ beginnen, und enthält Informationen zu den bezeichneten Verkehrsknotenpunkten.

## JA
| IATA | ICAO | Flughafen                           | Ort           | Region             | Land               |
| ---- | ---- | ----------------------------------- | ------------- | ------------------ | ------------------ |
| JAA  | OAJL | Flughafen Dschalalabad              | Dschalalabad  | Nangarhar          | Afghanistan        |
| JAB  | YJAB | Flugplatz Jabiru                    | Jabiru        | Northern Territory | Australien         |
| JAC  | KJAC | Flughafen Jackson Hole              | Jackson       | Wyoming            | Vereinigte Staaten |
| JAD  | YPJT | Jandakot Airport                    | Cockburn City | Western Australia  | Australien         |
| JAE  | SPJE | Flughafen Jaén                      | Jaén          | Region Cajamarca   | Peru               |
| JAF  | VCCJ | Flughafen Jaffna                    | Jaffna        | Nordprovinz        | Sri Lanka          |
| JAG  | OPJA | Flughafen Jacobabad                 | Jacobabad     | Sindh              | Pakistan           |
| JAI  | VIJP | Flughafen Jaipur                    | Jaipur        | Rajasthan          | Indien             |
| JAK  | MTJA | Flugplatz Jacmel                    | Jacmel        | Sud-Est            | Haiti              |
| JAL  | MMJA | Flughafen Xalapa                    | Xalapa        | Veracruz           | Mexiko             |
| JAM  | LBIA | Luftwaffenstützpunkt Besmer         | Jambol        | Oblast Jambol      | Bulgarien          |
| JAN  | KJAN | Jackson-Evers International Airport | Jackson       | Mississippi        | Vereinigte Staaten |
| JAP  | MRCH | Flugplatz Chacarita                 | Puntarenas    | Puntarenas         | Costa Rica         |
| JAQ  | AYJB | Flughafen Jacquinot Bay             | Jacquinot Bay | East New Britain   | Papua-Neuguinea    |
| JAR  | OISJ | Flughafen Dschahrom                 | Dschahrom     | Fars               | Iran               |
| JAS  | KJAS | Flugplatz Jasper County/Bell Field  | Jasper        | Texas              | Vereinigte Staaten |
| JAT  | –    | Flugplatz Jabot                     | Jabwot        | Jabwot             | Marshallinseln     |
| JAU  | SPJJ | Flughafen Jauja                     | Jauja         | Junín              | Peru               |
| JAV  | BGJN | Flughafen Ilulissat                 | Ilulissat     | Avannaata Kommunia | Grönland           |
| JAX  | KJAX | Jacksonville International Airport  | Jacksonville  | Florida            | Vereinigte Staaten |

## JB
| IATA | ICAO | Flughafen                         | Ort           | Region            | Land                    |
| ---- | ---- | --------------------------------- | ------------- | ----------------- | ----------------------- |
| JBB  | WARE | Flughafen Notohadinegoro          | Jember        | Jawa Timur        | Indonesien              |
| JBQ  | MDJB | Flughafen La Isabela              | Santo Domingo | Santo Domingo     | Dominikanische Republik |
| JBR  | KJBR | Jonesboro Municipal Airport       | Jonesboro     | Arkansas          | Vereinigte Staaten      |
| JBS  | SSSB | Flugplatz São Borja – João Manoel | São Borja     | Rio Grande do Sul | Brasilien               |
| JBT  | –    | Bethel Seaplane Base              | Bethel        | Alaska            | Vereinigte Staaten      |

## JC
| IATA | ICAO | Flughafen                                        | Ort          | Region                     | Land               |
| ---- | ---- | ------------------------------------------------ | ------------ | -------------------------- | ------------------ |
| JCA  |      | Hubschrauberlandeplatz Croisette                 | Cannes       | Provence-Alpes-Côte d’Azur | Frankreich         |
| JCB  | SSJA |                                                  | Joaçaba      | Santa Catarina             | Brasilien          |
| JCE  |      | Hubschrauberlandeplatz Oakland Convention Center | Oakland      | Kalifornien                | Vereinigte Staaten |
| JCI  | KIXD | Flughafen Johnson Industrial                     | Kansas City  | Missouri                   | Vereinigte Staaten |
| JCK  | YJLC |                                                  | Julia Creek  | Queensland                 | Australien         |
| JCM  | SNJB |                                                  | Jacobina     | Bahia                      | Brasilien          |
| JCO  |      | Comino Heliport                                  | Comino       | Għajnsielem                | Malta              |
| JCR  | SBEK |                                                  | Jacareacanga | Pará                       | Brasilien          |
| JCT  | KJCT | Flughafen Kimble County                          | Junction     | Texas                      | Vereinigte Staaten |
| JCU  | GECE | Helipuerto de Ceuta                              | Ceuta        | Autonome Stadt Ceuta       | Spanien            |
| JCY  |      | Flughafen Johnson City                           | Johnson City | Texas                      | Vereinigte Staaten |

## JD
| IATA | ICAO | Flughafen                                    | Ort                 | Region       | Land                |
| ---- | ---- | -------------------------------------------- | ------------------- | ------------ | ------------------- |
| JDA  | KGCD | Regionalflughafen Grant County/Ogilvie Field | John Day            | Oregon       | Vereinigte Staaten  |
| JDB  |      | Hubschrauberlandeplatz                       | Dallas              | Texas        | Vereinigte Staaten  |
| JDF  | SBJF | Flughafen Francisco de Assis                 | Juiz de Fora        | Minas Gerais | Brasilien           |
| JDH  | VIJO | Flughafen Jodhpur                            | Jodhpur             | Rajasthan    | Indien              |
| JDM  |      | Hubschrauberlandeplatz                       | Miami               | Florida      | Vereinigte Staaten  |
| JDN  | KJDN |                                              | Jordan              | Montana      | Vereinigte Staaten  |
| JDO  | SBJU | Flughafen Juazeiro do Norte                  | Juazeiro do Norte   | Ceará        | Brasilien           |
| JDP  | LFPI | Hubschrauberlandeplatz Issy-les-Moulineaux   | Issy-les-Moulineaux | Paris        | Frankreich          |
| JDY  |      | Hubschrauberlandeplatz                       | Downey              | Kalifornien  | Vereinigte Staaten  |
| JDZ  | ZSJD |                                              | Jingdezhen          | Jiangxi      | Volksrepublik China |

## JE
| IATA | ICAO | Flughafen                                   | Ort            | Region              | Land                   |
| ---- | ---- | ------------------------------------------- | -------------- | ------------------- | ---------------------- |
| JED  | OEJN | Internationaler König-Abd-al-Aziz-Flughafen | Dschidda       | Mekka               | Saudi-Arabien          |
| JEE  | MTJE | Flugplatz Jérémie                           | Jérémie        | Grand’Anse          | Haiti                  |
| JEF  | KJEF | Flughafen Jefferson City Memorial           | Jefferson City | Missouri            | Vereinigte Staaten     |
| JEG  | BGAA | Flughafen Aasiaat                           | Aasiaat        | Kommune Qeqertalik  | Grönland               |
| JEJ  | –    | Flugplatz Jeh                               | Jeh            | Ailinglaplap        | Marshallinseln         |
| JEQ  | SNJK |                                             | Jequié         | Bahia               | Brasilien              |
| JER  | EGJJ | Flughafen Jersey                            | Jersey         | Bailiwick of Jersey | Vereinigtes Königreich |
| JES  | KJES | Flughafen Jesup – Wayne County              | Jesup          | Georgia             | Vereinigte Staaten     |

## JF
| IATA | ICAO | Flughafen                                   | Ort           | Region                   | Land               |
| ---- | ---- | ------------------------------------------- | ------------- | ------------------------ | ------------------ |
| JFK  | KJFK | Internationaler Flughafen „John F. Kennedy“ | New York City | New York                 | Vereinigte Staaten |
| JFM  |      | Fremantle Heliport                          | Fremantle     | Western Australia        | Australien         |
| JFN  | KHZY | Flughafen Ashtabula County                  | Ashtabula     | Ohio                     | Vereinigte Staaten |
| JFR  | BGFH | Flughafen Paamiut                           | Paamiut       | Kommuneqarfik Sermersooq | Grönland           |

## JG
| IATA | ICAO | Flughafen                                   | Ort           | Region                   | Land                |
| ---- | ---- | ------------------------------------------- | ------------- | ------------------------ | ------------------- |
| JGA  | VAJM | Flughafen Jamnagar                          | Jamnagar      | Gujarat                  | Indien              |
| JGB  | VEJR | Flughafen Jagdalpur                         | Jagdalpur     | Chhattisgarh             | Indien              |
| JGC  |      | Hubschrauberlandeplatz Grand Canyon         | Tusayan       | Arizona                  | Vereinigte Staaten  |
| JGE  |      | Hubschrauberlandeplatz Geoje                | Geojedo       | Gyeongsangnam-do         | Südkorea            |
| JGG  | KJGG | Flughafen Williamsburg-Jamestown            | Williamsburg  | Virginia                 | Vereinigte Staaten  |
| JGL  |      | Hubschrauberlandeplatz Galleria             | Marietta      | Georgia                  | Vereinigte Staaten  |
| JGN  | ZLJQ |                                             | Jiayuguan     | Gansu                    | Volksrepublik China |
| JGQ  |      | Hubschrauberlandeplatz Transco Tower Garage | Houston       | Texas                    | Vereinigte Staaten  |
| JGR  | BGGD | Heliport Kangilinnguit                      | Kangilinnguit | Kommuneqarfik Sermersooq | Grönland            |

## JH
| IATA | ICAO | Flughafen                   | Ort           | Region           | Land                |
| ---- | ---- | --------------------------- | ------------- | ---------------- | ------------------- |
| JHB  | WMKJ |                             | Johor Bahru   | Johor            | Malaysia            |
| JHE  | ESHH | Hubschrauberlandeplatz      | Helsingborg   | Skåne län        | Schweden            |
| JHG  | ZPJH |                             | Jinghong      | Yunnan           | Volksrepublik China |
| JHM  | PHJH | Flughafen Kapalua           | Maui          | Hawaii           | Vereinigte Staaten  |
| JHQ  | YSHR |                             | Shute Harbour | Queensland       | Australien          |
| JHS  | BGSS | Flughafen Sisimiut          | Sisimiut      | Qeqqata Kommunia | Grönland            |
| JHW  | KJHW | Flughafen Chautauqua County | Jamestown     | New York         | Vereinigte Staaten  |

## JI
| IATA | ICAO | Flughafen                                               | Ort       | Region          | Land                |
| ---- | ---- | ------------------------------------------------------- | --------- | --------------- | ------------------- |
| JIA  | SWJN |                                                         | Juína     | Mato Grosso     | Brasilien           |
| JIB  | HDAM | Internationaler Flughafen Ambouli                       | Dschibuti | –               | Dschibuti           |
| JID  |      | Hubschrauberlandeplatz Recreation and Conference Center | Industry  | Kalifornien     | Vereinigte Staaten  |
| JIJ  | HAJJ | Flughafen Jijiga                                        | Jijiga    | Somali          | Äthiopien           |
| JIK  | LGIK | Flughafen Ikaria                                        | Ikaria    | Nördliche Ägäis | Griechenland        |
| JIL  | ZYJL |                                                         | Jilin     | Jilin           | Volksrepublik China |
| JIM  | HAJM | Flughafen Jimma                                         | Jimma     | Oromiyaa        | Äthiopien           |
| JIN  | HUJI |                                                         | Jinja     | Jinja           | Uganda              |
| JIP  | SEJI | Flugplatz Jipijapa (geschlossen)                        | Jipijapa  | Manabí          | Ecuador             |
| JIR  | VNJI |                                                         | Jiri      | Janakpur        | Nepal               |
| JIU  | ZSJJ |                                                         | Jiujiang  | Jiangxi         | Volksrepublik China |
| JIW  | OPJI |                                                         | Jiwani    | Belutschistan   | Pakistan            |

## JJ
| IATA | ICAO | Flughafen                   | Ort                    | Region         | Land                |
| ---- | ---- | --------------------------- | ---------------------- | -------------- | ------------------- |
| JJA  | AGJO | Flugplatz Jajao             | Jajao                  | Isabel         | Salomonen           |
| JJD  | SBJE | Flughafen Jericoacoara      | Jijoca de Jericoacoara | Ceará          | Brasilien           |
| JJG  | SBJA | Flughafen Jaguaruna         | Jaguaruna              | Santa Catarina | Brasilien           |
| JJI  | SPJI | Flughafen Juanjuí           | Juanjuí                | San Martín     | Peru                |
| JJM  | HKMK | Mulika Lodge Airport        | Meru-Nationalpark      | Meru           | Kenia               |
| JJN  | ZSQZ | Flughafen Quanzhou Jinjiang | Quanzhou               | Fujian         | Volksrepublik China |

## JK
| IATA | ICAO | Flughafen          | Ort          | Region          | Land         |
| ---- | ---- | ------------------ | ------------ | --------------- | ------------ |
| JKG  | ESGJ |                    | Jönköping    | Jönköpings län  | Schweden     |
| JKH  | LGHI | Flughafen Chios    | Chios        | Nördliche Ägäis | Griechenland |
| JKL  | LGKY | Flughafen Kalymnos | Kalymnos     | Südliche Ägäis  | Griechenland |
| JKR  | VNJP |                    | Janakpurdham | Janakpur        | Nepal        |
| JKT  |      | Großraum Jakarta   | Jakarta      | –               | Indonesien   |

## JL
| IATA | ICAO | Flughafen                                                   | Ort               | Region                     | Land               |
| ---- | ---- | ----------------------------------------------------------- | ----------------- | -------------------------- | ------------------ |
| JLA  |      | Flughafen Quartz Creek                                      | Cooper Landing    | Alaska                     | Vereinigte Staaten |
| JLB  |      | Hubschrauberlandeplatz Long Beach                           | Long Beach        | Kalifornien                | Vereinigte Staaten |
| JLD  | ESML | Flugplatz Landskrona                                        | Landskrona        | Skåne län                  | Schweden           |
| JLG  | VAJL | Flughafen Jalgaon                                           | Jalgaon           | Maharashtra                | Indien             |
| JLH  |      | Hubschrauberlandeplatz der Armee                            | Arlington Heights | Illinois                   | Vereinigte Staaten |
| JLN  | KJLN | Regionalflughafen Joplin                                    | Joplin            | Missouri                   | Vereinigte Staaten |
| JLO  |      |                                                             | Jesolo            | Venetien                   | Italien            |
| JLP  |      |                                                             | Juan-les-Pins     | Provence-Alpes-Côte d’Azur | Frankreich         |
| JLR  | VAJB | Flughafen Jabalpur                                          | Jabalpur          | Madhya Pradesh             | Indien             |
| JLX  |      | Hubschrauberlandeplatz Union Station (LAUPT) Terminal Annex | Los Angeles       | Kalifornien                | Vereinigte Staaten |

## JM
| IATA | ICAO | Flughafen                                 | Ort       | Region         | Land                |
| ---- | ---- | ----------------------------------------- | --------- | -------------- | ------------------- |
| JMA  |      | Hubschrauberlandeplatz Marriott Astrodome | Houston   | Texas          | Vereinigte Staaten  |
| JMB  |      |                                           | Jamba     | Huíla          | Angola              |
| JMC  | KJMC | Hubschrauberlandeplatz Commodore          | Sausalito | Kalifornien    | Vereinigte Staaten  |
| JMD  |      | Hubschrauberlandeplatz Market Center      | Dallas    | Texas          | Vereinigte Staaten  |
| JMK  | LGMK | Flughafen Mykonos                         | Mykonos   | Südliche Ägäis | Griechenland        |
| JMM  | ESHM | Hubschrauberlandeplatz Malmö Harbour      | Malmö     | Skåne län      | Schweden            |
| JMO  | VNJS | Flughafen Jomsom                          | Jomsom    | Dhaulagiri     | Nepal               |
| JMS  | KJMS | Kommunaler Flughafen Jamestown            | Jamestown | North Dakota   | Vereinigte Staaten  |
| JMU  | ZYJM |                                           | Jiamusi   | Heilongjiang   | Volksrepublik China |
| JMY  |      | Flughafen Manny Yoko                      | Freetown  | Western        | Sierra Leone        |

## JN
| IATA | ICAO | Flughafen                              | Ort          | Region         | Land                |
| ---- | ---- | -------------------------------------- | ------------ | -------------- | ------------------- |
| JNA  | SNJN |                                        | Januária     | Minas Gerais   | Brasilien           |
| JNB  | FAJS | Internationaler Flughafen Johannesburg | Johannesburg | Gauteng        | Südafrika           |
| JNG  | ZLJN |                                        | Jining       | Shandong       | Volksrepublik China |
| JNH  | –    | Flughafen Jiaxing-Nanhu                | Jiaxing      | Zhejiang       | Volksrepublik China |
| JNI  | SAAJ |                                        | Junín        | Buenos Aires   | Argentinien         |
| JNU  | PAJN | Juneau International Airport           | Juneau       | Alaska         | Vereinigte Staaten  |
| JNX  | LGNX | Flughafen Naxos                        | Naxos        | Südliche Ägäis | Griechenland        |
| JNZ  | ZYJZ |                                        | Jinzhou      | Liaoning       | Volksrepublik China |

## JO
| IATA | ICAO | Flughafen                         | Ort          | Region                               | Land               |
| ---- | ---- | --------------------------------- | ------------ | ------------------------------------ | ------------------ |
| JOC  |      | Hubschrauberlandeplatz Centerport | Santa Ana    | Kalifornien                          | Vereinigte Staaten |
| JOE  | EFJO | Flughafen Joensuu                 | Joensuu      | Ostfinnland                          | Finnland           |
| JOG  | WARJ | Flughafen Adisucipto              | Yogyakarta   | Yogyakarta                           | Indonesien         |
| JOI  | SBJV | Flughafen Joinville               | Joinville    | Santa Catarina                       | Brasilien          |
| JOK  | UWKJ |                                   | Joschkar-Ola | Wolga                                | Russland           |
| JOL  | RPMJ |                                   | Jolo         | Autonomous Region in Muslim Mindanao | Philippinen        |
| JOM  | HTNJ | Flughafen Njombe                  | Njombe       | Njombe                               | Tansania           |
| JOP  |      |                                   | Josephstaal  | Madang                               | Papua-Neuguinea    |
| JOR  |      | Hubschrauberlandeplatz Choc       | Orange       | Kalifornien                          | Vereinigte Staaten |
| JOS  | DNJO |                                   | Jos          | Plateau                              | Nigeria            |
| JOT  | KJOT | Regionalflughafen Joliet          | Joliet       | Illinois                             | Vereinigte Staaten |

## JP
| IATA | ICAO | Flughafen                         | Ort              | Region               | Land               |
| ---- | ---- | --------------------------------- | ---------------- | -------------------- | ------------------ |
| JPA  | SBJP | Flughafen João Pessoa             | João Pessoa      | Paraíba              | Brasilien          |
| JPN  | KJPN | Hubschrauberlandeplatz Pentagon   | Washington, D.C. | District of Columbia | Vereinigte Staaten |
| JPR  | SWJI |                                   | Ji-Paraná        | Rondônia             | Brasilien          |
| JPT  |      | Hubschrauberlandeplatz Park Ten   | Houston          | Texas                | Vereinigte Staaten |
| JPU  |      | Hubschrauberlandeplatz La Défense | Paris            | Île-de-France        | Frankreich         |

## JQ
| IATA | ICAO | Flughafen                            | Ort           | Region             | Land                    |
| ---- | ---- | ------------------------------------ | ------------- | ------------------ | ----------------------- |
| JQA  | BGUQ | Flughafen Qaarsut                    | Qaarsut       | Avannaata Kommunia | Grönland                |
| JQB  | MDJB | Internationaler Flughafen La Isabela | Santo Domingo | Distrito Nacional  | Dominikanische Republik |
| JQE  |      |                                      | Jaqué         | Darién             | Panama                  |

## JR
| IATA | ICAO | Flughafen                                                  | Ort           | Region                | Land               |
| ---- | ---- | ---------------------------------------------------------- | ------------- | --------------------- | ------------------ |
| JRA  | KJRA | Hubschrauberlandeplatz West 30th Street                    | New York City | New York              | Vereinigte Staaten |
| JRB  | KJRB | Hubschrauberlandeplatz Downtown Manhattan                  | New York City | New York              | Vereinigte Staaten |
| JRC  |      | Hubschrauberlandeplatz Charlton Building                   | Rochester     | Minnesota             | Vereinigte Staaten |
| JRD  |      | Hubschrauberlandeplatz Riverside Metro Center              | Riverside     | Kalifornien           | Vereinigte Staaten |
| JRF  | PHJR | Naval Air Station Barbers Point (auch: John Rodgers Field) | Kapolei       | Hawaii                | Vereinigte Staaten |
| JRG  | VEJH | Flughafen Jharsuguda                                       | Jharsuguda    | Odisha                | Indien             |
| JRH  | VEJT | Flughafen Jorhat                                           | Jorhat        | Assam                 | Indien             |
| JRN  | SWJU |                                                            | Juruena       | Mato Grosso           | Brasilien          |
| JRO  | HTKJ | Flughafen Kilimanjaro                                      | Moshi/Arusha  | Kilimandscharo/Arusha | Tansania           |
| JRS  | LLJR | Flughafen Atarot                                           | Jerusalem     | Jerusalem             | Israel             |

## JS
| IATA | ICAO | Flughafen                          | Ort                | Region           | Land                |
| ---- | ---- | ---------------------------------- | ------------------ | ---------------- | ------------------- |
| JSA  | VIJR | Flughafen Jaisalmer                | Jaisalmer          | Rajasthan        | Indien              |
| JSB  | SWBE | Flugplatz São Benedito             | São Benedito       | Ceará            | Brasilien           |
| JSH  | LGST | Flughafen Sitia                    | Sitia              | Kreta            | Griechenland        |
| JSI  | LGSK | Flughafen Alexandros Papadiamantis | Skiathos           | Thessalien       | Griechenland        |
| JSJ  | ZYJS | Flughafen Jiansanjiang             | Jiansanjiang       | Heilongjiang     | Volksrepublik China |
| JSK  | OIZJ | Flughafen Dschask                  | Bandar-e Dschask   | Hormozgan        | Iran                |
| JSM  | SAWS | Flughafen José de San Martín       | José de San Martin | Chubut           | Argentinien         |
| JSO  | SNOB | Flugplatz Sobral                   | Sobral             | Ceará            | Brasilien           |
| JSR  | VGJR | Flughafen Jessore                  | Jessore            | Khulna           | Bangladesch         |
| JST  | KJST | Johnstown–Cambria County Airport   | Johnstown          | Pennsylvania     | Vereinigte Staaten  |
| JSU  | BGMQ | Flughafen Maniitsoq                | Maniitsoq          | Qeqqata Kommunia | Grönland            |
| JSV  | KJSV | Flughafen Sunnyvale                | Sunnyvale          | Kalifornien      | Vereinigte Staaten  |
| JSY  | LGSO | Flughafen Syros                    | Syros              | Südliche Ägäis   | Griechenland        |

## JT
| IATA | ICAO | Flughafen               | Ort       | Region         | Land         |
| ---- | ---- | ----------------------- | --------- | -------------- | ------------ |
| JTA  | SDZG | Flughafen Tauá          | Tauá      | Ceará          | Brasilien    |
| JTC  | SBAE | Flughafen Bauru-Arealva | Bauru     | São Paulo      | Brasilien    |
| JTI  | SWJW | Flugplatz Jataí         | Jataí     | Goiás          | Brasilien    |
| JTN  | SDIM | Flughafen Itanhaém      | Itanhaém  | São Paulo      | Brasilien    |
| JTR  | LGSR | Flughafen Santorin      | Thira     | Südliche Ägäis | Griechenland |
| JTY  | LGPL | Flughafen Astypalea     | Astypalea | Südliche Ägäis | Griechenland |

## JU
| IATA | ICAO | Flughafen            | Ort                   | Region             | Land                |
| ---- | ---- | -------------------- | --------------------- | ------------------ | ------------------- |
| JUA  | SIZX | Flugplatz Juara      | Juara                 | Mato Grosso        | Brasilien           |
| JUB  | HSSJ | Flughafen Juba       | Juba                  | Central Equatoria  | Südsudan            |
| JUH  | ZSJH | Flughafen Chizhou    | Chizhou               | Anhui              | Volksrepublik China |
| JUI  | EDWJ | Flugplatz Juist      | Juist                 | Niedersachsen      | Deutschland         |
| JUJ  | SASJ | Flughafen Jujuy      | San Salvador de Jujuy | Jujuy              | Argentinien         |
| JUL  | SPJL | Flughafen Juliaca    | Juliaca               | Puno               | Peru                |
| JUM  | VNJL | Flugplatz Jumla      | Chandannath (Jumla)   | Karnali            | Nepal               |
| JUN  | YJDA | Flugplatz Jundah     | Jundah                | Queensland         | Australien          |
| JUO  | SKJU | Flugplatz Juradó     | Juradó                | Chocó              | Kolumbien           |
| JUR  | YJNB | Flugplatz Jurien Bay | Jurien Bay            | Western Australia  | Australien          |
| JUT  | MHJU | Flugplatz Juticalpa  | Juticalpa             | Olancho            | Honduras            |
| JUV  | BGUK | Flughafen Upernavik  | Upernavik             | Avannaata Kommunia | Grönland            |
| JUZ  | ZSJU | Flughafen Quzhou     | Quzhou                | Zhejiang           | Volksrepublik China |

## JV
| IATA | ICAO | Flughafen                           | Ort        | Region     | Land               |
| ---- | ---- | ----------------------------------- | ---------- | ---------- | ------------------ |
| JVA  | FMMK | Flugplatz Ankavandra                | Ankavandra | Menabe     | Madagaskar         |
| JVI  | –    | Central Jersey Regional Airport     | Manville   | New Jersey | Vereinigte Staaten |
| JVL  | KJVL | Southern Wisconsin Regional Airport | Janesville | Wisconsin  | Vereinigte Staaten |

## JW
| IATA | ICAO | Flughafen           | Ort       | Region            | Land     |
| ---- | ---- | ------------------- | --------- | ----------------- | -------- |
| JWA  | FBJW | Flughafen Jwaneng   | Jwaneng   | Southern          | Botswana |
| JWN  | OITZ | Flughafen Zandschan | Zandschan | Zandschan         | Iran     |
| JWO  | RKTI | Jungwon Airbase     | Chungju   | Chungcheongbuk-do | Südkorea |

## JX
| IATA | ICAO | Flughafen              | Ort     | Region       | Land               |
| ---- | ---- | ---------------------- | ------- | ------------ | ------------------ |
| JXA  | ZYJX | Flughafen Jixi         | Jixi    | Heilongjiang | VR China           |
| JXN  | KJXN | Jackson County Airport | Jackson | Michigan     | Vereinigte Staaten |

## JY
| IATA | ICAO | Flughafen           | Ort       | Region       | Land     |
| ---- | ---- | ------------------- | --------- | ------------ | -------- |
| JYR  | OIKJ | Flughafen Dschiroft | Dschiroft | Kerman       | Iran     |
| JYV  | EFJY | Flughafen Jyväskylä | Jyväskylä | Westfinnland | Finnland |

## JZ
| IATA | ICAO | Flughafen                   | Ort        | Region  | Land                |
| ---- | ---- | --------------------------- | ---------- | ------- | ------------------- |
| JZH  | ZUJZ | Flughafen Jiuzhai-Huanglong | Jiuzhaigou | Sichuan | Volksrepublik China |